# Culture de Komornica

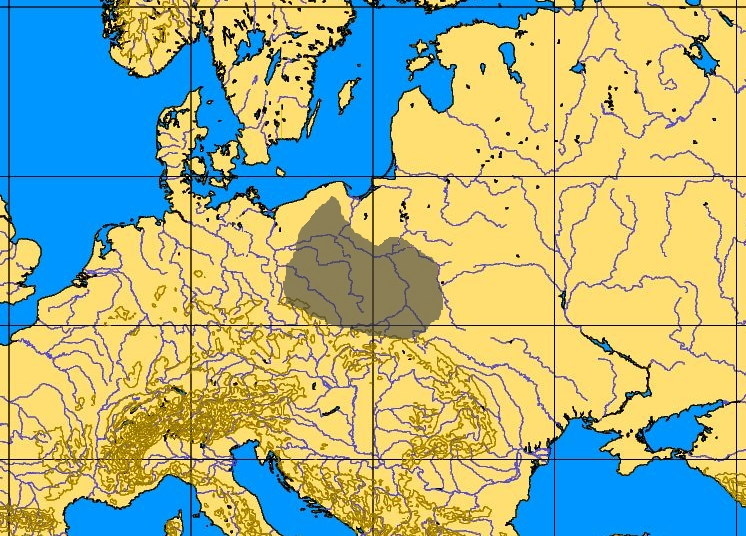
Extension de la culture de Komornica

La culture de Komornica est une culture archéologique du Mésolithique, qui s'est développée en Pologne autour de 8 000 av. J.-C..

## Extension géographique
La culture mésolithique de Komornica couvrait à peu près la Pologne actuelle. On a découvert initialement plusieurs sites archéologiques sur le territoire du village de Komornica, non loin de Varsovie, dans la voïvodie de Mazovie (Pologne), qui ont livré des outils de silex.

## Chronologie
Les plus anciennes traces de cette culture, trouvées sur le territoire du village de Wieliszew, près de Komornica, remontent à plus de 8 000 ans av. J.-C.
Dans sa partie occidentale, la culture de Komornica est remplacée par la culture Chojnice-Pienki, alors qu'à l'est c'est la culture de Janislawice qui lui succède.